# Nunbarshegunu
Nunbarshegunu fou la dea tutelar de la ciutat sumèria de Nippur. Era la mare de Ninlil (esposa d'Enlil).